# Test di agglutinazione al lattice
Il test di agglutinazione al lattice è utilizzato clinicamente per l'identificazione e la tipizzazione di molti microrganismi. Questi test sono basati sulla risposta immunitaria (di tipo antigene-anticorpo) del paziente. Sono realizzati utilizzando particelle di lattice sensibilizzato, ossia rivestendo sfere di lattice, il quale ha lo scopo di rendere chiaramente visibile  il fenomeno dell'agglutinazione, con antigeni specifici dell'agente patogeno o con anticorpi monoclonali a seconda dell'utilizzo. Nel primo caso si otterrà un test in grado di evidenziare la presenza di anticorpi diretti contro uno specifico antigene nel siero del paziente. Nel secondo caso, il test mira all'identificazione della specie batterica o virale all'interno dello stesso. L'agglutinazione delle particelle è considerato un risultato positivo, confermando che il paziente ha prodotto l'anticorpo specifico patogeno o che la specie microbica in questione è la stessa per la quale è stato eseguito il test.
Tecniche di agglutinazione sono utilizzate per rilevare gli anticorpi prodotti in risposta al virus della rosolia o al fattore reumatoide. Tecniche di agglutinazione sono utilizzate anche nella diagnosi definitiva dello streptococco beta emolitico di gruppo A (Streptococcus pyogenes).